# Dil To Pagal Hai
Dil To Pagal Hai (hindi: दिल तो पागल है, urdu: دل تو پاگل ہے, in italiano: Il cuore è matto) è un film del 1997 di Yash Chopra. Il film racconta dell'amore fra dei ballerini in una compagnia di danza. La tag line del film è "Qualcuno da qualche parte è fatto per te..." protagonisti del film sono Shahrukh Khan, Madhuri Dixit e Karisma Kapoor, con un lungo cameo di Akshay Kumar. È il primo film di Bollywood ad essere girato a Baden-Baden, in Germania, e nel parco tematico tedesco Europa Park. Il film è stato il secondo più grande incasso per l'anno 1997 a Bollywood. Il film ha ricevuto numerosi premi, compresi i Filmfare Awards nelle categorie più importanti: miglior film, miglior regista, miglior attore e miglior attrice.

## Trama
Rahul è il direttore artistico di una giovane compagnia teatrale e Nisha è la prima ballerina. I due hanno un rapporto di profonda amicizia. 
Dopo il successo del loro spettacolo (Le gayi), Rahul annuncia di aver avuto l’ispirazione per il prossimo spettacolo. Il nuovo lavoro si intitolerà “Maya” e avrà per protagonista una misteriosa ragazza dal fascino etereo, che attende il vero amore. Mentre Rahul fantastica ad alta voce, lontano e ad insaputa l’uno dell’altra anche la bella Pooja sta fantasticando di trovare l’amore, convinta che Dio abbia previsto per ognuno un’anima gemella da trovare.
La compagnia è scettica sul soggetto e sul personaggio di Maya, ma Rahul difende la propria idea a spada tratta, come se si trattasse di qualcosa di più personale di quanto sembri (Bholi si surat).
Pooja vive con i genitori adottivi, che l’hanno accolta in casa quando ha perso entrambi i suoi genitori intorno ai 10 anni. La coppia ha anche un figlio biologico poco più grande di Pooja, Ajay, che vive e lavora all’estero. Tra i due sembra esserci un amore fraterno, che si esprime soprattutto tramite le lunghe registrazioni vocali su cassetta che si inviano a vicenda. 
Rahul e Pooja più volte si incrociano nelle circostanze più bizzarre, finendo sempre per mancare per un pelo di incontrarsi. 
E’ San Valentino. Pooja fantastica di trovare l’uomo dei suoi sogni. Nel frattempo Nisha e Rahul vanno a ballare. Lui esprime una visione cinica dell’amore, che a suo dire non può durare e porta più delusioni e inganni che felicità, ma in fondo spera anche lui di trovare la donna dei suoi sogni. Nisha è segretamente innamorata di Rahul, ma teme (a ragione) di non essere ricambiata (Pyar kar).
La compagnia teatrale trova un produttore disposto a investire sul nuovo spettacolo, a condizione che “Maya” vada in scena entro tre mesi. I ragazzi festeggiano con una serata fuori, durante la quale si finisce per alzare il gomito e Nisha, decisamente ubriaca, viene riportata a casa a braccia da Rahul. Mentre lui le rimbocca le coperte, lei, persi i freni a causa dell’alcol, gli confessa il suo amore. Lui se ne va turbato. 
Ajay invita Pooja ad accompagnarlo in un finto viaggio di lavoro, durante il quale la porta in realtà a fare una gita insieme (Dil to pagal hai). Al momento di congedarsi in aeroporto le rivela di essere da tempo innamorato di lei e le propone di sposarlo. Poiché Pooja esita in silenzio, lui si avvia dicendo che una volta superato il gate si volterà a guardare, e se lei sarà ancora lì lo prenderà come un sì. Pooja, in parte confusa, in parte desiderosa di farlo felice, rimane, ma è combattuta tra questo amore che le sembra la cosa più ovvia e sensata, e il sogno di incontrare l’anima gemella. 
Poco tempo dopo, durante le prove del nuovo spettacolo Nisha, inizialmente titolare del ruolo di Maya, si infortuna. Viene ricoverata in ospedale e i medici prevedono che dovrà stare assolutamente a riposo. Rahul deve quindi trovare una sostituta per rispettare gli accordi con il produttore dello spettacolo. Recatosi in una scuola di ballo della città alla ricerca di una ragazza sufficientemente talentuosa da poter rimpiazzare Nisha, si imbatte in Pooja (Kathak dance). Rahul prega insistentemente Pooja di prendere il ruolo di Maya, ma lei inizialmente rifiuta, sostenendo di ballare solo per la gioia di farlo e di non avere intenzione di trasformarlo in un lavoro. Alla fine si lascia convincere, anche se patisce i modi bruschi e irruenti di Rahul, che nello spettacolo interpreta il protagonista con lo stesso nome.
I due finiscono così per passare molto tempo insieme, avvicinandosi gradualmente. 
Nisha, dal modo in cui sente Rahul parlare di Pooja durante le visite che lui le fa assiduamente, comprende che tra i due sta nascendo altro che un sodalizio artistico. In parte ristabilita e dimessa dall’ospedale con l’ordine di stare a riposo, Nisha si reca invece alla sede della compagnia teatrale durante le prove, dove irrompe in un assolo di Pooja trasformandolo in una sfida a passi di ballo (Dance of envy), per poi perdere i sensi per il dolore al piede e cadere tra le braccia di Rahul. Poco tempo dopo Nisha decide di andare a trovare i genitori a Londra e passare del tempo con loro, per allontanarsi dalla situazione che la fa soffrire. 
L’amicizia sbocciata tra Rahul e Pooja prende sempre di più nella fantasia di entrambi sfumature romantiche, ma entrambi cercano di mantenersi professionali. Rahul propenderebbe per lasciarsi andare a questa passione mentre Pooja è più cauta (Are re are), anche se non ha rivelato di essere fidanzata e continua a non farlo. 
Pooja e Rahul vanno a fare visita alla cara insegnante di danza di lei. La maestra comprende che i due si amano, e li esorta ad avere il coraggio dei loro sentimenti e stare insieme.
Poco tempo dopo Rahul e Pooja partecipano al matrimonio di altri due membri della compagnia, occasione in cui faticano sempre di più a ignorare ciò che provano. Durante la festa condividono un furtivo momento di intimità dal quale lei fugge turbata, destando in Rahul il timore di non essere ricambiato (Dholna).
Il giorno dopo, alle prove, sono entrambi pensosi e amareggiati. Rahul decide di dare a “Maya” un finale triste in cui i due protagonisti non finiscono per stare insieme. Proprio mentre Rahul e Pooja fanno le prove di una scena di “Maya” in cui lui la provoca per indurla a confessargli il suo amore e lei nega sempre più debolmente, sopraggiunge Nisha, appena tornata da Londra, ed è l’unica della compagnia a capire che i due in realtà non stanno recitando. 
Nisha e Rahul riescono a parlarsi della loro complicata amicizia. Lei gli confessa di sentirsi colpevole e cattiva, lui ribatte che ad esserlo non è lei ma Dio, che distribuisce l’amore tra gli esseri umani senza curarsi che sia reciproco. I due finiscono per abbracciarsi e riappacificarsi. 
Nel frattempo Pooja decide che non può più continuare a nascondere la verità sia a Rahul che ad Ajay, e registra una cassetta per quest’ultimo in cui gli confessa di considerarlo come un amico e di provare dei sentimenti per Rahul. Poco dopo però Ajay annuncia il fidanzamento alla madre e questa, al settimo cielo, dona a Pooja il proprio velo nuziale rivelandole di aver sempre sperato in questo matrimonio, senza però aver mai voluto forzarli in questa direzione. Di fronte a ciò Pooja non ha cuore di inviare ad Ajay la cassetta che ha registrato. 
Mancano solo due giorni alla prima di “Maya”, quando Nisha si reca nuovamente alle prove e si scusa con Pooja per il suo comportamento sgradevole di tanto tempo prima, anche se per evitare di umiliarsi lo motiva come invidia per essere stata rimpiazzata come prima ballerina. 
Poco dopo arriva a sorpresa Ajay, che si presenta alla compagnia e annuncia il matrimonio, mettendo così Pooja in un profondo imbarazzo a malapena dissimulato. Rahul ne è devastato, ma incoraggiato da Nisha fa buon viso a cattivo gioco, congratulandosi con loro per poi gettarsi nel lavoro più furiosamente che mai.
Durante la prima dello spettacolo va in scena il triste finale cambiato all’ultimo momento, in cui Maya nega di aver mai amato Rahul. Mentre Rahul si allontana disperato lungo la platea, risuona la voce registrata di Pooja: è la cassetta che lei aveva registrato per Ajay in cui rivelava i propri sentimenti per Rahul. Guardando dietro le quinte vede il fidanzato: è lui che, avendo probabilmente trovato la cassetta in casa a sua insaputa, l’ha messa in riproduzione, e la incoraggia a gesti a dare un lieto fine alla storia.
Raggiungendolo in platea, Pooja confessa finalmente a Rahul di amarlo e, tra gli applausi del pubblico, sia “Maya” che la loro storia d’amore hanno un lieto fine. 
Nel frattempo dietro le quinte Ajay domanda a Nisha se sia già fidanzata. 

## Lancio
- Shahrukh Khan nel ruolo di Rahul
- Madhuri Dixit come Pooja
- Karisma Kapoor nel ruolo di Nisha
- Akshay Kumar nel ruolo di Ajay
- Farida Jalal nel ruolo della madre di Ajay
- Deven Verma nel ruolo del padre di Ajay
- Aruna Irani nel ruolo del Tai di Pooja
- Certo Menone
- Rajesh Tandon
- Shruti Ulfat